# Hereditary Knights
Hereditary Knights (ang. dziedziczny rycerz) – brytyjski dziedziczny tytuł honorowy odnoszący się w zasadzie jedynie do:
- Dziedzicznych Rycerzy w Królestwie Irlandii – znane są trzy rodziny noszące ten tytuł, w tym jedna wygasła:
  - Knights of Glin, the Black Knight, Fitzgeralds of Limerick – wygasły lub z nieustalonym dziedzicem (dormant)[1],
  - Knights of Kerry, the Green Knight, Fitzgeralds of Kerry,
  - The White Knight – Fitzgibbons – wygasła[2].
- Dziedzicznych Rycerzy Maltańskich – dot. ok. 100 rodów z Malty, od włączenia Malty do Zjednoczonego Królestwa. Nie należy mylić z rycerzami Zakonu Kawalerów Maltańskich.